# 私日和
『私日和』（わたしびより）は、羽柴麻央による日本の漫画作品。
集英社の『ザ マーガレット』又は『デラックスマーガレット』に2008年から2011年まで全11話（連載を含めると13話）掲載された。基本的に1話完結だが、登場人物がリンクしている。単行本はマーガレットコミックスより全3巻。

## 各話情報

### 第1巻収録
- 私日和（『ザ マーガレット』2009年1月号 掲載）
  - 久保 桂：中学生。美術部員。周りに合わせてしまう性格。笑のことを苦手に思っていた。
  - 都築 笑：中学生。美術部員。集中すると周りの音が聞こえず、周りからは協調性がないと思われていた。入海のことが苦手だったが、それは恋だと桂に指摘される。
  - 入海 螢：笑のクラスメイト。笑が描く絵を気に入っている。
  - 上田：美術教師。美術部顧問。
- 新世界（『デラックスマーガレット』2009年3月号 掲載）
  - 入海 円：高校生。椿のことが気になっている。「私日和」の螢の姉。
  - 椿 哲丸：円のクラスメイト。幼なじみに10年以上片思いしている。
  - 梅谷：円に告白し、付き合うことになる。
- 13さいのアイデンティティ（『デラックスマーガレット』2009年5月号 掲載）
  - 上田 直（スナオ）：中学生。毎朝父親に髪を結ってもらっている。父親は美術教師。
  - 土田 直（ナオ）：名前が似ていることからスナオと仲が良くなった。上級生からも人気がある美少女。
  - 梅谷 航太：ナオへのラブレターを間違えてスナオの下駄箱に入れてしまった。「新世界」の梅谷の弟。
- まよこもりうた（『ザ マーガレット』2008年8月号 掲載）
  - 一ノ瀬 繭子：両親が離婚直前。不登校状態。
  - 針生 タカオ：通称・タオ。繭子の小学校時代の同級生。3年の途中で転校していったが、戻ってきた。

### 第2巻収録
- ありあけの月とダンス（『デラックスマーガレット』2009年7月号 掲載）
  - 町田 暁（あかつき）：13年前に母宛てに送られた手紙を見つけ、叔母の元で夏休みを過ごすことを決める。中学1年生。
  - 山科 朱（あけみ）：暁の叔母（母の妹）。31歳。結婚が決まったばかり。
- ブルーブルーバード（『デラックスマーガレット』2009年9月号 - 2010年1月号 連載）
  - 山科 朱（あけみ）：高校1年生。中学に入ってすぐ母親が家を出ていってしまい、家事を全て負担している。自分の存在意義が分からない。
  - 白取 湧（わく）：朱が小学4年生から中学生まで通っていたバレエ教室の先生の子ども。朱のクラスメイト。
  - 町田 茜：朱の10歳年上の姉。既婚者。いつも家族の中心だった。「ありあけの月とダンス」の暁の母親。
- だるまさんがころんだ（『デラックスマーガレット』2010年5月号 掲載）
  - 小川 福：14歳。中学3年生。2年生の時に明石に勢いで告白するも振られた。
  - 明石 望：福のクラスメイト。最近別のクラスの女子と親しい。

### 第3巻収録
- Tell me why（『デラックスマーガレット』2010年7月号）
  - 小川 寿太朗：16歳。高校2年生。恋愛に興味が湧かない。弟妹が3人いる。「だるまさんがころんだ」の福の兄。
  - 西成 安：高校2年生。幼い妹たちを優しく見守る名前も知らない男子（寿太郎）に一目惚れする。
- ユキちゃんへの手紙（『ザ マーガレット』2010年11月号）
  - 西成 快人：転校生。方向音痴。安の弟。「Tell me why」の安の弟。
  - 市井 慈：快人のクラスメイト。意識不明の幼なじみ「ユキちゃん」が目を覚ますまで誰とも口を利かないと決めている。
- たまゆらゆらゆら（『ザ マーガレット』2011年4月号）
  - 天童 桜子：高校1年生。クールでミステリアスな雰囲気の外間に憧れている。
  - 外間 侑：高校2年生。愛想が悪く、口も悪い。叔父が経営する喫茶店でバイトをする。
  - 明石 歩：外間の親友。桜子とよく目が合う。「だるまさんがころんだ」の望の兄。
  - 佐々 みのり：付き合って2年になる歩の彼女。外間のことが苦手。
- 遥々歩く（『ザ マーガレット』2011年8月号）
  - 市井 縁：20歳。大学生。自分にべったりの行丸に苛立ちを感じ、距離を置きたいと告げる。「ユキちゃんへの手紙」の慈の姉。
  - 椿 行丸：20歳。大学生。縁の幼なじみで元彼。縁のことが好きで好きでたまらない。事故に遭い、意識不明になる。「新世界」の哲丸の兄。

## 書誌情報
羽柴麻央 『私日和』集英社〈マーガレットコミックス〉 全3巻
1. 2009年6月26日発売、ISBN 978-4-08-846421-3
2. 2010年5月25日発売、ISBN 978-4-08-846529-6、「スナオナユメ」（描き下ろし・「13さいのアイデンティティ」の上田直が主人公）
3. 2011年8月25日発売、ISBN 978-4-08-846691-0